# Любовь в Берлине
Любовь в Берлине (нем. Verliebt in Berlin, название дословно можно перевести как «Влюблена в Берлин» или «Влюблена в Берлинe») — немецкая теленовелла, ремейк всемирно популярной колумбийской теленовеллы «Я — Бетти, дурнушка» (исп. Yo soy Betty, la fea), по мотивам которой были сняты также сериалы «Не родись красивой» (Россия), «Дурнушка» (США) и другие.

## Сюжет
Молодая и некрасивая девушка из небогатой семьи по имени Лизхен Пленске из пригорода Берлина устраивается в столичное модное агентство «Kerima Moda» и немедленно влюбляется в своего шефа Давида Зайделя.

## В главных ролях
- Александра Нельдель — Лизхен Пленске — служащая кафе «Kerima Moda», дочь Хельги и Берндта Пленске. Лиза — не гламурная и не привлекательная девушка.
- Матис Кюнцлер — Давид Зайдель — президент модного агентства «Kerima Moda», сын Лоры и Фридриха Зайделей, брат Ким Зайдель, жених Мариэллы ван дер Лое, лучший друг Макса Петерсона.
- Бианка Хайн — Мариэлла ван дер Лое — сестра Ричарда фон Брамберга, невеста Даниэля Зайделя, лучшая подруга Сабрины Хофман.
- Александр Штернберг — Макс Петерсон — лучший друг и помощник Даниэля Зайделя.
- Нина-Фредерика Гнедих — Сабрина Хофман — лучшая подруга Мариэллы ван дер Лое.
- Лора Освальд — Ханна Рефрат
- Тим Зандер — Бруно Леман
- Юлия Малик — Нора Амендола
- Сюзанна Шелл — Агнесс Хетцер
- Хубертус Рего — Хьюго Хаас — дизайнер одежды «Kerima Moda», гей.
- Ульрике Май — Хельга Пленске — жена Берндта Пленске, мать Лизхен Пленске. Хельга — домохозяйка.
- Фолькер Херольд — Берндт Пленске — муж Хельги Пленске, отец Лизхен Пленске. Берндт работает в фирме по продаже строительных материалов.
- Вильхельм Манске — Фридрих Зайдель — муж Лоры Зайдель, отец Давида и Ким Зайделей.
- Оливия Паскаль — Лора Зайдель — жена Фридриха Зайделя, мать Давида и Ким Зайделей.
- Лара-Изабелла Рентинк — Ким Зайдель — дочь Лоры и Фридриха Зайделей, сестра Давида Зайделя.
- Карим Кестер — Ричард фон Брамберг — брат Мариэллы ван дер Лое, соперник в борьбе за власть «Kerima Moda» Даниэля Зайделя.
- Габриэла Шарницки — Софи фон Брамберг
- Клейтон Немроу — Ларс ван дер Лое
- Маттиас Дитрих — Тимо Питч
- Штефани Хенер — Инка Питч
- Бербель Шлекер — Ивонна Петерсон
- Бьорн Веннер — Гарри
- Мануэль Кортес — Рокко Ковальски
- Маттиас Ротт — Борис Вудтке
- Оливер Бокерн — Юрген Декер
- Нора Дюдинг — Ангелина Мартенс
- Кристиан Роглер — Абдулла бен Сулейман III
- Норберт Хюльм — пастор

## Интересные факты
- Первоначально сериал должен был называться «Всё только из-за любви» (нем. Alles nur aus Liebe), однако из-за неблагозвучного сокращения названия сериала пришлось выбрать другое название. Дело в том, что в Германии принято все «долгоиграющие» телешоу называть сокращёнными названиями, например GZSZ для сериала «Gute Zeiten, schlechte Zeiten», DSDS для шоу «Deutschland sucht den Superstar» и т. д. Однако, «Alles nur aus Liebe» сокращённо звучит как ANAL, что ассоциируется с анальным сексом.[1]
- Главная мелодия, звучащая в начальных титрах сериала, — песня «Liebe ist» («Любовь — это…») в исполнении известной немецкой певицы Нены.

## Награды и призы
- 2005: Deutscher Fernsehpreis в номинации «Лучший ежедневный сериал».
- 2006: Rose d'Or, премия «Золотая роза» в номинации «Лучшая мыльная опера».
- 2006: Rose d'Or, премия «Золотая роза» в номинации «Лучшая актриса мыльной оперы» (Александра Нельдель).